# Körtvélyes (Rad)
Körtvélyes (szlovákul: Hrušov) Rad településrésze Szlovákiában, a Kassai kerület Tőketerebesi járásában.

## Fekvése
Királyhelmectől 9 km-re északnyugatra, Rad központjától 2 km-re délre, a Felsőradi-csatorna mellett fekszik.

## Története
A régészeti leletek tanúsága szerint határában már a vaskorban emberi település állt, melynek maradványait és temetőjét feltárták.
A falut a 15. században említi okirat először, a Körtvélyesi család birtoka.
Vályi András szerint: „KÖRTVÉLYES. Szabad puszta Zemplén Várm. földes Urai több Uraságok, fekszik Radnak szomszédságában, és annak filiája.”
1828-ban 6 házában 56 lakos élt. Története során sohasem volt önálló község.
Területe 1920-ig Zemplén vármegye Bodrogközi járásához tartozott. 1938 és 1945 között újra Magyarország része.
A településrésznek egykor saját alsó tagozatos iskolája volt, mára ez megszűnt. 2001-ben 260-an lakták.

## Nevezetességei
- Görögkatolikus temploma 2002-ben épült.
- A Körtvélyesről Radra menő út bal oldalán homokdűnék találhatók, melyet a köznyelv Cselédhomoknak nevez. A területről 2500 éves emberi település maradványai, emberi csontok, karperecek, szerszámok, kerámia töredékek kerültek elő.

## Lásd még
- Rad

## Külső hivatkozások
- Rad község hivatalos oldala Archiválva 2007. október 13-i dátummal a Wayback Machine-ben
- Községinfó
- Rad Szlovákia térképén